# 西北領地
西北領地（英語：Northwest Territory），亦稱為俄亥俄河西北領地（Territory North West of the River Ohio），是美國建國初期的一塊聯邦政府領地。1787年7月13日為美國國會前身的大陸會議通過西北法令，在1789年8月7日國會確認了此法令的正式性並將之小部分的修改以符合美國憲法的規範。西北法令的誕生為美國對西北領地的管理提供了一套有系統的條例規則以及該領地未來成為州加入聯邦的程序。西北領地實際上位於現今美國的中西部，但是在美國剛成立時，相對於原本的北美十三州而言，這塊領地的確位於當時的美國西北邊，因此得名為西北領地。此領地的範圍包括了賓夕法尼亞州以西以及俄亥俄河之西北的美國土地，相當於現今的俄亥俄州、印第安納州、伊利諾州、密西根州、與威斯康辛州的全境加上明尼蘇達州的東北部，這塊領地面積廣達673,000平方公里（260,000平方英哩）。

## 歷史
美国中西部地区早在1万年前就有人类活动。当地有多达数百个印第安人部落在此定居。印第安部落领地大小不一，有些部落分为更小的群落。主要的印第安部落包括易落魁人，苏族和伊利尼维克人等。
哥伦布发现新大陆后，欧洲人在北美东海岸和密西西比河河口建立了殖民地，但受限于当时落后的生产力和地形阻隔，最早來到這塊土地的歐洲人是十七世紀時的法國毛皮商人。第一筆進入此區域的紀錄是由來自法國的探險家約翰·尼可列特（Jean Nikolet）于1634年所創。法國在當時對此區域有著主要的控制權和强势的影响力，建立了許多零星散佈的哨點。这些哨站和堡垒中一些发展为城市，如底特律，皮奥里亚和圣路易斯。
法国直到與英國簽署了結束英法北美戰爭的1763年巴黎條約才將此地區的主導權轉移至英國手中。然而由於當地印第安人的武裝反抗，英國對北美殖民地發出了1763年皇家宣言來禁止白人移民前往阿帕拉契山脈以西的地區開墾以安撫當時暴亂的印第安人。但是此舉激怒了許多欲前往阿帕拉契山脈以西開墾的美洲殖民者，這也為美國革命的開始埋下了導火線。
在美國獨立戰爭期间，大陆军在华盛顿手下将领的指挥下曾多次进军俄亥俄河沿岸地区，很多移民跟随军队进入了秩序失控和管理真空的西北地区。独立战争結束之後，英國與美國簽署了1783年巴黎條約，其內容大致為將俄亥俄河以北與阿帕拉契山脈以西的地區割讓給美國。然而在簽署條約多年之後，英國的勢力在該地區仍然保持著一定的存在。

美國十三州各自對阿帕拉契山脈以西地區所聲稱的擁有權後來導致俄亥俄河以北及以西南地區變為領地

維吉尼亞州、麻塞諸塞州、紐約州、以及康乃狄格州等在當時各自聲稱擁有新地區的擁有權，如弗吉尼亚州当时认为肯塔基县是其延伸，康涅狄格州认为今天的克利夫兰地区是其西部储备地。其他州（例如馬里蘭州）堅決反對在其他州放棄對新地區的擁有權之前通過邦聯宣言，因为这些州和新获得的西部土地之间没有陆路通道（如已经确认西部边界的马里兰州和南卡罗莱纳州），如果其他州获得过多土地和资源，就能够容纳更多人口，未来极有可能以人口优势（如众议院议员席位数目）和资源优势（经济总量等方面）占据上风，进而侵害未声明所有权的州的利益。在經過商討讓步之下，那些州放棄了對新地區的所有權並將其轉移給聯邦政府（紐約州於1780年与宾夕法尼亚州确认西部州界之后、維吉尼亞州於1784年、麻塞諸塞州與康乃狄格州於1785年各自放棄對新地區的擁有權），於是絕大多數的土地成為了美國聯邦政府擁有的國有土地，不過維吉尼亞州與康乃狄格州各自保留了兩處地區以補償她們對獨立戰爭兵力的提供：各自為維吉尼亞軍事特區以及康乃狄格西部保留區。自此開始，美國便包含了並非一州的土地及人民。
1785年土地法案為丈量土地的問題提供了一個標準，這使得西北領地的土地可以被丈量劃分進而交易買賣。俄亥俄州一部分的土地在以前就已經以另外其他不同的方法測量過，所以俄亥俄州的土地劃分並不像其他的西北領地整齊。這套法案將西北領地劃分為大概地一致大小的城鎮，進而促進了土地交易以及發展。
1803年，俄亥俄州作为第一个依据西北法令建立的州登上历史舞台。1808年，印第安纳州建立，1818年伊利诺伊州建州，1835年密歇根州建立，次年西北领地最后的组成部分改组建立威斯康星领地，1848年威斯康星建州，至此西北领地划分完毕，建制也随之撤销。